# Ibrahim Coulibaly
Pour les articles homonymes, voir Coulibaly.
Ibrahim Coulibaly, parfois appelé simplement « IB » ou « Major », alias Djibilan (« l’invisible » en langue koyaka), né le 24 février 1964 à Bouaké et mort le 27 avril 2011 au nord d'Abidjan, est un militaire et chef rebelle ivoirien d'ethnie koyaka qui a participé au renversement du président Henri Konan Bédié le 24 décembre 1999 puis a été un des acteurs majeurs du déclenchement de la rébellion de septembre 2002 contre le gouvernement du président Laurent Gbagbo.

## Biographie

### Un des pères fondateurs de la rébellion ivoirienne
Ancien sergent chef de l'armée ivoirienne ayant intégré l'armée en 1985, il est affecté comme garde du corps de plusieurs personnalités, notamment des enfants d'Alassane Dramane Ouattara. Sergent-chef des forces armées ivoiriennes, il est, avec le caporal Oumar Diarrassouba et le sergent Souleymane Diomandé alias « La grenade » l'un des meneurs  du coup d'État du 24 décembre 1999 contre Henri Konan Bédié qui a amené le général Robert Guéï au pouvoir et devient le symbole de la dignité retrouvée des militaires nordistes. Ce dernier le soupçonnant de vouloir faire un coup d'État, il le nomme pour l'éloigner attaché militaire au Canada. Quelques semaines plus tard, il fait arrêter certains de ses hommes qu'il accuse de préparer un putsch (« le complot du cheval blanc »). Parmi eux se trouvent Issiaka Ouattara alias Wattao, Chérif Ousmane, Tuo Fozié, Oumar Diarrassouba et Souleymane Diomandé (qui décédera des suites de ses blessures).
IB est l'un des acteurs, en janvier 2001, du complot dit de la « Mercedes noire », visant à destituer Gbagbo.
Après l'échec de cette tentative, il part au Burkina Faso où il participe à la préparation du putsch du 19 septembre 2002.

### Rivalité avec Guillaume Soro
Il ne tarde pas à entrer en conflit avec Guillaume Soro qui, en s'appuyant sur certains de ses lieutenants, finit par le marginaliser. En juin 2004, les affrontements qui opposent ses partisans et ceux de ce dernier aboutissent à la victoire de ce dernier. IB se réfugie en France mais, en août 2003, est arrêté pour tentative de coup d'État avant d'être relâché sous caution le mois suivant.
En janvier 2005, Coulibaly exprime son soutien aux efforts de l'Union africaine pour régler la crise politico-militaire ivoirienne. Toutefois, l'attentat contre Guillaume Soro du 29 juin 2007 a été attribué à ses partisans.
De même, le 30 décembre 2007, les Forces nouvelles accusent Coulibaly d'avoir tenté un coup d'État dans la nuit du 27 décembre, « Noël à Abidjan », alors que, en exil à Cotonou, le Bénin avait demandé la veille son expulsion pour avoir tenté de perturber le processus de paix. Un mandat d'arrêt international est lancé contre lui. Coulibaly se réfugie en France alors que le journaliste indépendant Jean-Paul Ney est appréhendé à Abidjan près du siège de la Radiodiffusion télévision ivoirienne.

### Procès en France pour coup d'État
Le 10 mars 2008, le procès de Coulibaly concernant sa tentative de coup d'État de 2003 s'ouvre à Paris en l'absence de l'accusé dont les avocats disent ignorer la localisation. 12 coaccusés sont en revanche présents après leur arrestation en France à la mi-2003. Le 11 mars, Coulibaly — qui dit se trouver en Belgique — nie les accusations dans une interview à l'Agence France-Presse en indiquant qu'il n'a jamais tenté de recruter des mercenaires en France. Il prétend que les poursuites ont pour seul but de l'empêcher de rentrer en Côte d'Ivoire pour se présenter contre le président Gbagbo à l'élection présidentielle de 2008.
Au terme du procès, le 4 juin 2008, Coulibaly est jugé coupable de direction ou organisation d'un groupe destiné à la pratique du mercenariat et le condamne par contumace à quatre ans de prison. Cinq des coaccusés sont acquittés et les sept autres condamnés à des peines plus légères.

### Mort
IB réapparaît en janvier 2011 à Abidjan à la faveur de la crise postélectorale comme le chef du « commando invisible », un mystérieux groupe armé de cinq cents hommes opposé aux forces fidèles à Laurent Gbagbo et qui avait pris le contrôle du quartier d’Abobo, dans le nord d’Abidjan.
À la chute du président Laurent Gbagbo, il réclame en vain de rencontrer Alassane Ouattara, arguant de son rôle dans la victoire finale.
En janvier 2011, d'après son porte-parole, il dirige un groupuscule armé surnommé le « commandos invisibles » provenant principalement de la commune d'Abobo, s'opposant par les armes aux forces de l'ordre fidèles à Laurent Gbagbo.
En avril 2011, après la défaite militaire de Laurent Gbagbo, le président Alassane Ouattara somme le « commando invisible » de déposer les armes maintenant que le régime de Gbagbo n'est plus. Coulibaly aurait alors demandé sans succès une audience avec Ouattara sous protection de l'ONU. Coulibaly ne désarmant pas, les forces de Ouattara passent à l'offensive contre les troupes du chef rebelle. Le 27 avril 2011, au cours de ces opérations militaires, Ibrahim Coulibaly, qui avait selon les FRCI « pris en otage toute une famille » et « réagi avec des tirs nourris », est tué,, vraisemblablement exécuté. Le lendemain, la photographie de son cadavre mutilé, les dents arrachées, s’affichait à la Une du quotidien Nord Sud.

### Enquête en France sur sa mort
Début mai 2020, une plainte est déposée à Paris par l'association suisse Civitas Maxima contre Guillaume Soro. Il est accusé de « crimes de guerre », « assassinat » et « torture » dans deux événements : des morts causés par ses troupes lors de combats pendant la guerre civile en juin 2004 et l'enlèvement et la mort d'IB en avril 2011,,.
En juillet 2023, un juge d'instruction est désigné en France pour instruire la plainte.